# 9e étape du Tour d'Italie 2002
Pour un article plus général, voir Tour d'Italie 2002.
La 9e étape du Tour d'Italie 2002 a eu lieu le 21 mai 2002 entre les villes de Tivoli dans le Latium et de Caserta en Campanie sur une distance de 201 km. Elle a été remportée au sprint par l'Italien Mario Cipollini (Acqua & Sapone-Cantina Tollo) devant l'Australien Robbie McEwen (Lotto-Adecco) et son compatriote Cristian Moreni (Alessio). Arrivé au sein du peloton, l'Allemand Jens Heppner (Telekom) conserve le maillot rose de cette édition du Tour d'Italie à l'issue de l'étape.

## Classement de l'étape
| \| Classement de l'étape \| Classement de l'étape \| Classement de l'étape \| Classement de l'étape \| Classement de l'étape \| \| Coureur \| Coureur \| Pays \| Équipe \| Temps \| \| --------------------- \| --------------------- \| --------------------- \| ---------------------------- \| --------------------- \| \| 1er \| Mario Cipollini \| Italie \| Acqua & Sapone-Cantina Tollo \| 4 h 38 min 56 s \| \| 2e \| Robbie McEwen \| Australie \| Lotto-Adecco \| + 0 s \| \| 3e \| Cristian Moreni \| Italie \| Alessio \| + 0 s \| \| 4e \| Fabrizio Guidi \| Italie \| Team Coast \| + 0 s \| \| 5e \| Ivan Quaranta \| Italie \| Index-Alexia Alluminio \| + 0 s \| \| 6e \| Angelo Furlan \| Italie \| Alessio \| + 0 s \| \| 7e \| Moreno Di Biase \| Italie \| Formaggi Trentini \| + 0 s \| \| 8e \| Mikhaylo Khalilov \| Ukraine \| Colombia-Selle Italia \| + 0 s \| \| 9e \| Sven Teutenberg \| Allemagne \| Phonak Hearing Systems \| + 0 s \| \| 10e \| Miguel Ángel Meza \| Mexique \| Colpack-Astro \| + 0 s \| |                   |           |                              |                 |
| |                   |           |                              |                 |
| |                   |           |                              |                 |
| Classement de l'étape |                   |           |                              |                 |
| Coureur | Coureur           | Pays      | Équipe                       | Temps           |
| 1er | Mario Cipollini   | Italie    | Acqua & Sapone-Cantina Tollo | 4 h 38 min 56 s |
| 2e | Robbie McEwen     | Australie | Lotto-Adecco                 | + 0 s           |
| 3e | Cristian Moreni   | Italie    | Alessio                      | + 0 s           |
| 4e | Fabrizio Guidi    | Italie    | Team Coast                   | + 0 s           |
| 5e | Ivan Quaranta     | Italie    | Index-Alexia Alluminio       | + 0 s           |
| 6e | Angelo Furlan     | Italie    | Alessio                      | + 0 s           |
| 7e | Moreno Di Biase   | Italie    | Formaggi Trentini            | + 0 s           |
| 8e | Mikhaylo Khalilov | Ukraine   | Colombia-Selle Italia        | + 0 s           |
| 9e | Sven Teutenberg   | Allemagne | Phonak Hearing Systems       | + 0 s           |
| 10e | Miguel Ángel Meza | Mexique   | Colpack-Astro                | + 0 s           |

## Classement général
| \| Classement général \| Classement général \| Classement général \| Classement général \| Classement général \| \| Coureur \| Coureur \| Pays \| Équipe \| Temps \| \| ------------------ \| -------------------- \| ------------------ \| ----------------------- \| ------------------ \| \| 1er \| Jens Heppner \| Allemagne \| Telekom \| 45 h 52 min 24 s \| \| 2e \| Stefano Garzelli \| Italie \| Mapei-Quick Step \| + 3 min 33 s \| \| 3e \| Yaroslav Popovych \| Ukraine \| Landbouwkrediet-Colnago \| + 3 min 50 s \| \| 4e \| Eddy Mazzoleni \| Italie \| Tacconi Sport \| + 3 min 57 s \| \| 5e \| Francesco Casagrande \| Italie \| Fassa Bortolo \| + 4 min 08 s \| \| 6e \| Ángel Vicioso \| Espagne \| Kelme-Costa Blanca \| + 4 min 09 s \| \| 7e \| Paolo Savoldelli \| Italie \| Index-Alexia Alluminio \| + 4 min 27 s \| \| 8e \| Gilberto Simoni \| Italie \| Saeco-Longoni Sport \| + 4 min 29 s \| \| 9e \| Wladimir Belli \| Italie \| Fassa Bortolo \| + 4 min 39 s \| \| 10e \| Pietro Caucchioli \| Italie \| Alessio \| + 4 min 41 s \| |                      |           |                         |                  |
| |                      |           |                         |                  |
| |                      |           |                         |                  |
| Classement général |                      |           |                         |                  |
| Coureur | Coureur              | Pays      | Équipe                  | Temps            |
| 1er | Jens Heppner         | Allemagne | Telekom                 | 45 h 52 min 24 s |
| 2e | Stefano Garzelli     | Italie    | Mapei-Quick Step        | + 3 min 33 s     |
| 3e | Yaroslav Popovych    | Ukraine   | Landbouwkrediet-Colnago | + 3 min 50 s     |
| 4e | Eddy Mazzoleni       | Italie    | Tacconi Sport           | + 3 min 57 s     |
| 5e | Francesco Casagrande | Italie    | Fassa Bortolo           | + 4 min 08 s     |
| 6e | Ángel Vicioso        | Espagne   | Kelme-Costa Blanca      | + 4 min 09 s     |
| 7e | Paolo Savoldelli     | Italie    | Index-Alexia Alluminio  | + 4 min 27 s     |
| 8e | Gilberto Simoni      | Italie    | Saeco-Longoni Sport     | + 4 min 29 s     |
| 9e | Wladimir Belli       | Italie    | Fassa Bortolo           | + 4 min 39 s     |
| 10e | Pietro Caucchioli    | Italie    | Alessio                 | + 4 min 41 s     |

## Classements annexes
| Classement par points | Classement par points | Classement par points | Classement par points        | Classement par points |
| Coureur               | Coureur               | Pays                  | Équipe                       | Points                |
| --------------------- | --------------------- | --------------------- | ---------------------------- | --------------------- |
| 1er                   | Mario Cipollini       | Italie                | Acqua & Sapone-Cantina Tollo | 103 pts               |
| 2e                    | Massimo Strazzer      | Italie                | Phonak Hearing Systems       | 87 pts                |
| 3e                    | Fabrizio Guidi        | Italie                | Team Coast                   | 78 pts                |
| 4e                    | Robbie McEwen         | Australie             | Lotto-Adecco                 | 66 pts                |
| 5e                    | Francesco Casagrande  | Italie                | Fassa Bortolo                | 54 pts                |

| Classement par points | Classement par points | Classement par points | Classement par points        | Classement par points |
| Coureur               | Coureur               | Pays                  | Équipe                       | Points                |
| --------------------- | --------------------- | --------------------- | ---------------------------- | --------------------- |
| 1er                   | Mario Cipollini       | Italie                | Acqua & Sapone-Cantina Tollo | 103 pts               |
| 2e                    | Massimo Strazzer      | Italie                | Phonak Hearing Systems       | 87 pts                |
| 3e                    | Fabrizio Guidi        | Italie                | Team Coast                   | 78 pts                |
| 4e                    | Robbie McEwen         | Australie             | Lotto-Adecco                 | 66 pts                |
| 5e                    | Francesco Casagrande  | Italie                | Fassa Bortolo                | 54 pts                |

| Classement de la montagne | Classement de la montagne | Classement de la montagne | Classement de la montagne | Classement de la montagne |
| Coureur                   | Coureur                   | Pays                      | Équipe                    | Points                    |
| ------------------------- | ------------------------- | ------------------------- | ------------------------- | ------------------------- |
| 1er                       | Stefano Garzelli          | Italie                    | Mapei-Quick Step          | 19 pts                    |
| 2e                        | Francesco Casagrande      | Italie                    | Fassa Bortolo             | 10 pts                    |
| 3e                        | Ruggero Marzoli           | Italie                    | Formaggi Trentini         | 9 pts                     |
| 4e                        | Gilberto Simoni           | Italie                    | Saeco-Longoni Sport       | 6 pts                     |
| 5e                        | Alessandro Petacchi       | Italie                    | Fassa Bortolo             | 5 pts                     |

| Classement de la montagne | Classement de la montagne | Classement de la montagne | Classement de la montagne | Classement de la montagne |
| Coureur                   | Coureur                   | Pays                      | Équipe                    | Points                    |
| ------------------------- | ------------------------- | ------------------------- | ------------------------- | ------------------------- |
| 1er                       | Stefano Garzelli          | Italie                    | Mapei-Quick Step          | 19 pts                    |
| 2e                        | Francesco Casagrande      | Italie                    | Fassa Bortolo             | 10 pts                    |
| 3e                        | Ruggero Marzoli           | Italie                    | Formaggi Trentini         | 9 pts                     |
| 4e                        | Gilberto Simoni           | Italie                    | Saeco-Longoni Sport       | 6 pts                     |
| 5e                        | Alessandro Petacchi       | Italie                    | Fassa Bortolo             | 5 pts                     |

| Classement par équipes | Classement par équipes | Classement par équipes | Classement par équipes |
| Équipe                 | Équipe                 | Pays                   | Temps                  |
| ---------------------- | ---------------------- | ---------------------- | ---------------------- |
| 1re                    | Kelme-Costa Blanca     | Espagne                | 137 h 16 min 08 s      |
| 2e                     | Alessio                | Italie                 | + 4 min 20 s           |
| 3e                     | Mapei-Quick Step       | Italie                 | + 8 min 07 s           |
| 4e                     | Lampre-Daikin          | Italie                 | + 8 min 41 s           |
| 5e                     | Telekom                | Allemagne              | + 9 min 09 s           |

| Classement par équipes | Classement par équipes | Classement par équipes | Classement par équipes |
| Équipe                 | Équipe                 | Pays                   | Temps                  |
| ---------------------- | ---------------------- | ---------------------- | ---------------------- |
| 1re                    | Kelme-Costa Blanca     | Espagne                | 137 h 16 min 08 s      |
| 2e                     | Alessio                | Italie                 | + 4 min 20 s           |
| 3e                     | Mapei-Quick Step       | Italie                 | + 8 min 07 s           |
| 4e                     | Lampre-Daikin          | Italie                 | + 8 min 41 s           |
| 5e                     | Telekom                | Allemagne              | + 9 min 09 s           |